# 福岡中央銀行
株式会社福岡中央銀行（ふくおかちゅうおうぎんこう、英: THE FUKUOKA CHUO BANK, LTD.）は、福岡県福岡市中央区に本店を置く第二地方銀行。通称は「福中銀」。

## 概要
看做無尽である第一殖産無尽（福岡）と西部殖産無尽（小倉）の合併により設立された正金殖産無尽株式会社を発祥としている。その後商号を株式会社正金相互銀行と変え、1989年に現在の商号となった。
営業店舗は福岡県内のみであり、県外には店舗を持たない。
かつて浜崎あゆみがCMに出演していたことがある。
現在は福岡ソフトバンクホークスの本多雄一選手をCMに起用している。なお、ふくおかフィナンシャルグループとの経営統合時は同グループ全体のイメージキャラクターである瀬戸康史と井桁弘恵（共に福岡出身の俳優・女優）による経営統合告知CM（既存のCMのラストにFFGと経営統合した旨を瀬戸と井桁が告知）が放送された。
2019年3月に監査等委員会設置会社への移行を発表した。
静岡中央銀行・山梨中央銀行と共に、民営の銀行の中で「中央」の名称が使用されている、全国に3行しかない銀行のうちの1行である。

## 福岡銀行、ふくおかフィナンシャルグループとの関係
ふくおかフィナンシャルグループの中核子銀行にあたる福岡銀行とつながりが深く、頭取が6代連続で同行出身である。また、ATMも同行と相互開放している。
2022年11月11日にふくおかフィナンシャルグループとの間で経営統合に関して基本合意がなされ、2023年3月14日に当行の株主総会での承認及び関係当局の認可等を得られることを前提に、同年10月1日付で株式交換によりふくおかフィナンシャルグループと経営統合することで最終合意がなされた。
また、経営統合に先立ち、当行の筆頭株主であった福岡銀行は同行が保有していた当行の普通株式と第1回A種優先株式の全てをふくおかフィナンシャルグループへ配当（現物配当）として交付されたことに伴い、福岡銀行に代わってふくおかフィナンシャルグループが当行の筆頭株主となった。
同年10月1日に予定通り株式交換による経営統合が完了し、ふくおかフィナンシャルグループの100%子会社となった。
なお、2010年1月より取り扱っているクレジット一体型ICキャッシュカード「MUSBO（ムスボ）カード」は福岡銀行の子会社であるFFGカードとの提携によるものである。

## 沿革
- 1951年（昭和26年）6月 - 第一殖産無尽株式会社(本店：福岡市)、西部殖産無尽株式会社(本店：旧小倉市)が合併し、正金殖産無尽株式会社を設立。
- 1952年（昭和27年）5月 -前年に施行された 相互銀行法に伴い、相互銀行に転換。商号を株式会社正金相互銀行に変更。
- 1968年（昭和43年）3月 - 福岡証券取引所に株式を上場。
- 1982年（昭和57年）3月 - 全店オンライン網完成。
- 1983年（昭和58年）4月 - 公共債の窓口販売業務の開始。
- 1987年（昭和62年）5月 - 既発公共債の売買ディーリング業務の開始。
- 1989年（平成元年）2月 - 普通銀行転換。商号を株式会社福岡中央銀行に変更。
- 1990年（平成2年）9月 - 新本店を現在地に新築。
- 1991年（平成3年） 
  - 4月 - 福岡県及び福岡市の指定代理金融機関となる。
  - 10月 - 外国為替業務取扱開始。
- 2006年（平成18年）6月 - 証券投資信託窓口販売業務開始。
- 2010年（平成22年）1月15日 - クレジット一体型ICキャッシュカード「MUSBOカード」の取扱を開始[7]。
- 2011年（平成23年）
  - 6月1日 - セブン銀行とのATM利用提携を開始[8]。
  - 7月12日 - 通帳7種（総合口座・普通預金・定期預金・貯蓄預金・スーパー積金・積立定期預金・マルチ(総合口座+貯蓄預金)）を当行のマスコットキャラクターである「MUSBO」並びにその仲間たち（MUSBOフレンズ）が描かれたユニバーサルデザイン仕様へ全面刷新[9]。
- 2014年（平成26年）
  - 4月14日 - イーネットとのATM利用提携を開始[10]。
  - 11月10日 - 西鉄グループとの提携により、既存の「MUSBOカード」にnimoca機能を一体化した「MUSBO nimoca」の取扱を開始[11]。
- 2023年（令和5年）
  - 6月29日 - 福岡銀行が保有していた当行株式をふくおかフィナンシャルグループへ現物配当したことに伴い、福岡銀行に代わってふくおかフィナンシャルグループが当行の筆頭株主となる[6]。
  - 8月14日 - キャッシュレス決済サービス「PayPay」との口座連携を開始。これにより、当行に普通預金口座（総合口座を含む）のキャッシュカードを所有する個人の方が手数料無料で口座から「PayPay」への残高チャージが可能となる[12]。
  - 9月28日 - 上場廃止。
  - 10月1日 - 株式交換によりふくおかフィナンシャルグループの完全子会社となる。完全子会社化に伴い、上部の緑をミントグリーンに変更してマイナーチェンジされたシンボルマークと福岡銀行などふくおかフィナンシャルグループ傘下銀行と同じ書体を組み合わせたロゴへ刷新される。
- 2024年（令和6年）
  - 3月27日 - 通帳並びにキャッシュカードのデザインをミントグリーン基調のFFG共通デザインへ変更。これにより通帳（通知預金・当座勘定入金帳を除く）に採用されていた「MUSBOフレンズ」が廃止され、総合通帳は窓口のみ、FFG共通デザインとなるユーモデザインとタカ俱楽部の選択が可能となった。

## 自動機サービス
当行ATM（他行との共同利用ATMを除く）では、福岡銀行、西日本シティ銀行、佐賀共栄銀行、長崎銀行、十八親和銀行、豊和銀行、熊本銀行、宮崎太陽銀行、南日本銀行、沖縄海邦銀行の12行のキャッシュカードによる出金については自行扱いとなる。
また、SBK（システムバンキング九州共同センター）加盟6行（佐賀共栄銀行・長崎銀行・豊和銀行・宮崎太陽銀行・南日本銀行・沖縄海邦銀行）の通帳・キャッシュカードでも、各行ATM相互間でのカードによる入金・通帳による入出金・通帳記帳も利用可能である（ただし本サービスによる相互利用に付いては、各加盟行の個人性口座のキャッシュカードと個人性口座の総合口座通帳のみの取り扱いとなる）。
熊本銀行の通帳については、2009年1月4日付けでSBK離脱及び福岡銀行のシステムへの移行に伴い、当行を含むSBK加盟6行のATMでは旧式・新式の各通帳を問わず利用不可となった（その逆の場合も同様。<詳細は熊本銀行#概要を参照>）。また、熊本銀行とのキャッシュカードによる相互入金についてはシステム移行に伴って手数料が有料化されたが、前述したふくおかフィナンシャルグループとの経営統合に伴う2023年10月2日付の手数料改定により、ふくおかフィナンシャルグループのグループ銀行同士の扱いとなったことで再び無料化。さらに、同じグループ銀行である十八親和銀行とのキャッシュカードによる振込も無料化された。
コンビニATMについては、2011年（平成23年）6月1日にセブン銀行（セブン-イレブンなどに設置）と提携し、次いで、2014年（平成26年）4月14日からはイーネット（ファミリーマート・デイリーヤマザキなどに設置）とも提携している。